# Šlapeto
Šlapeto byla česká hudební skupina existující v letech 1989 až 2005. Hrála převážně staropražské písničky. V letech 1996, 1997 a 1998 získala cenu Anděl (resp. cenu Hudební akademie a následně cenu Akademie populární hudby) v kategorii lidové a dechové hudby.

## Členové (abecedně)
- Radan Dolejš (1989-2001) – kytara
- Josef Horváth (1989-1992) – akordeon (původně klarinet)
- Jaroslav Janecký (1989-1991) – housle
- Jiří „Síba“ Hötzel (1992-2005) – akordeon, zpěv
- Petr Kůs (1993-2005) – kontrabas, kytara, zpěv
- Otakar Litomiský
- Jiří Pánek (1989-1993) – kontrabas
- Ivo Zelenka (od roku 1993 jen jako host) – akordeon, zpěv
- Michal Žára (1991-2005) – housle, viola, banjo, zpěv

## Repertoár – výběr
- Ručičky, nebojte se (Žižkovská Píseň práce)
- Kde je moje máma
- Lidičky, já mám rád pívo
- Píseň strašlivá o Golemovi
- Já bych chtěl mít tvé foto